# Lakóniai vázafestészet

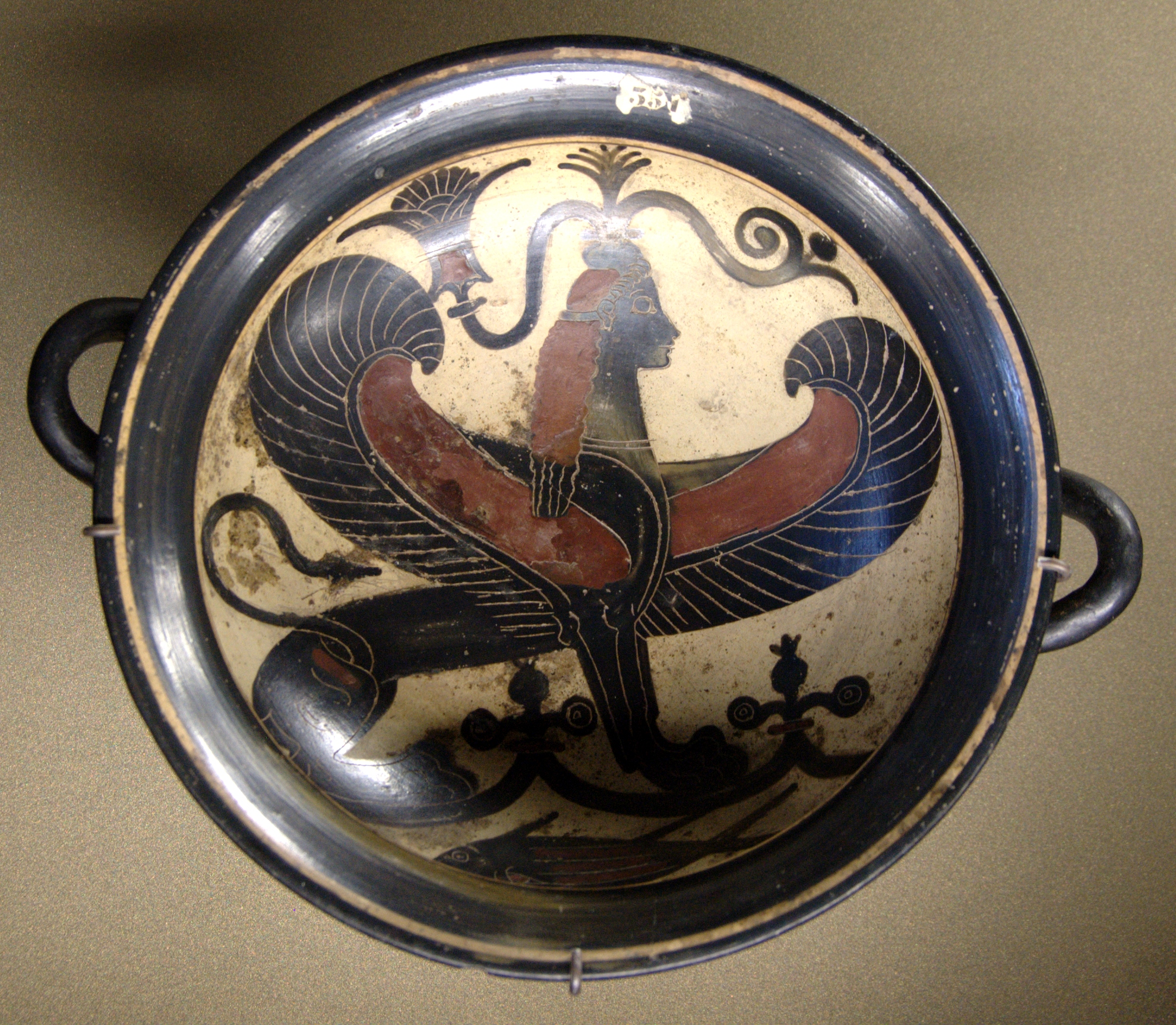
Csésze, Naukratisz-festő, i. e. 6. század, Párizs, Louvre

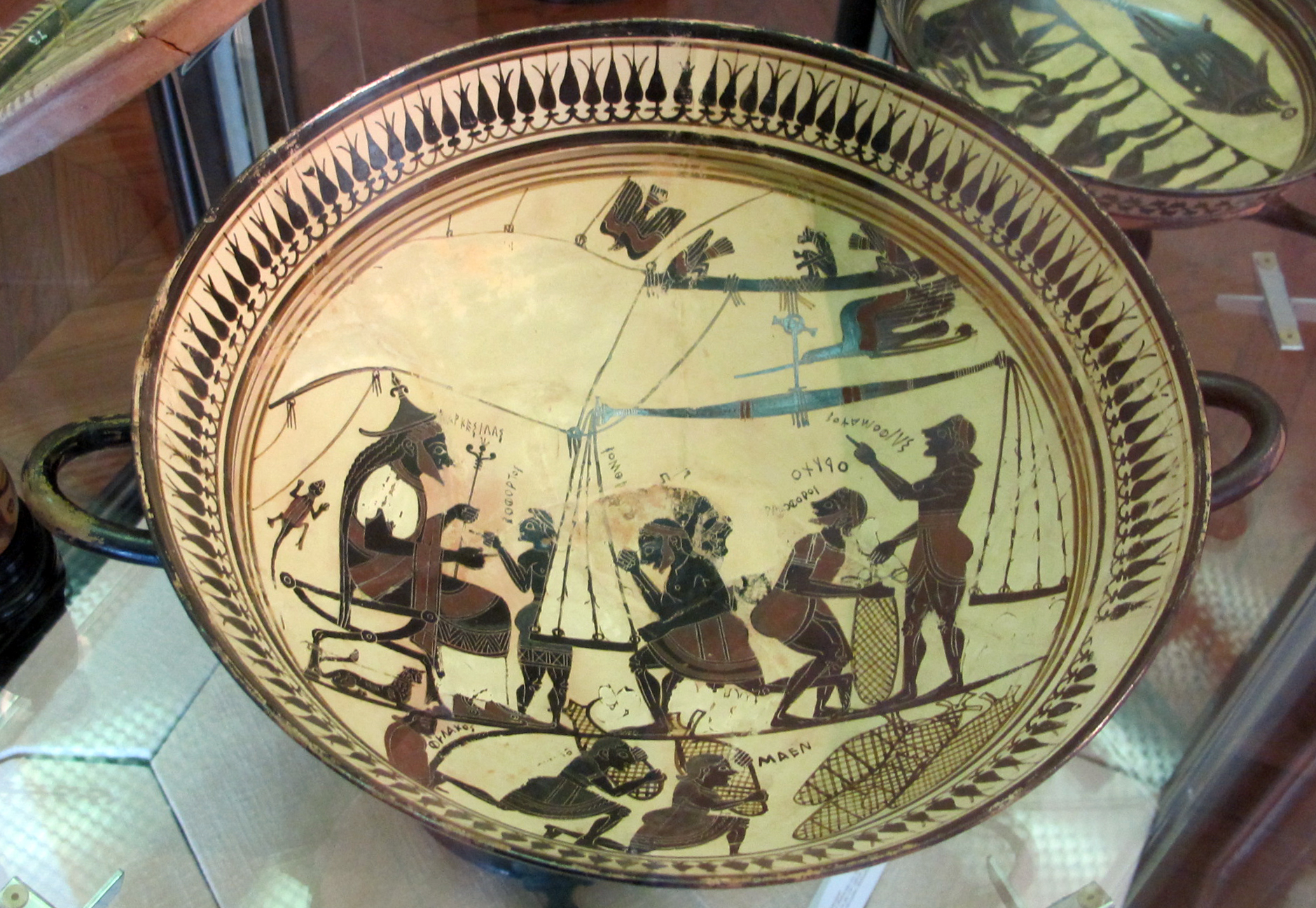
Az úgynevezett Arkeszilasz-csésze Arkeszilasz-festő, i. e. 6. század közepe, Párizs, Francia Nemzeti Könyvtár

A lakóniai vázafestészet az ókori görög vázafestészet  egyik helyi változata volt. A lakóniai régészeti feltárások során, főleg a nagyobb kultuszhelyekről előkerült helyi készítésű tárgyak megcáfolják az aszkéta, művészetellenes Spártáról széles körben elterjedt vélekedést. Az is kiderül belőlük, hogy a város a történetének egyik szakaszában különösen nyitott volt a világra. A leggyakoribb lelet a festett agyagedény, amit az i. e. 10. századtól kezdtek gyártani. A legszebb darabok, a széles körben exportált feketealakos, illetve fekete mázas edények az i. e. 6. században készültek. 
A lakóniai figurális ábrázolások legtöbbször csészéken fordulnak elő, a legfontosabb alakok főleg az edény belsejében egy nagy körben (tondo) láthatók és csak kivételes esetben a külsején. Az első körülbelül ötven évben fehér háttérre festettek, majd i. e. 530 körül egyre jobban az attikaihoz hasonló, vöröses színű háttér terjedt el. Ezt követően az edények egyre jobban hasonlítottak az egykorú attikai darabokra, feltételezhető, hogy egy athéni fazekas/vázafestő is dolgozott Lakóniában. Az edényeken kultikus, mitológiai (különösen Héraklész története) és mindennapi jeleneteket  pl. lakomákat ábrázoltak. Kivételnek számít az Arkeszilasz kürénéi uralkodót megjelenítő csésze ahogy az áru mérését és szállítását felügyeli.  
A legfontosabb exportált edénytípusok a kratérek, az oinokhoék, a hüdriák és legfőképpen a magas talpú ivócsészék voltak. A feketealakos technika színvonala i. e. 530 körül lecsökkent, és az i. e. 5. század első harmadától meg is szűnt a gyártásuk. Körülbelül i. e. 415-től egészen az i. e. 4. század első harmadáig a vázafestészet újból felvirágzott, de ekkor már az egykorú athéni termékekhez nagyon hasonlító vörösalakos edényeket készítettek

## Protogeometrikus és geometrikus stílus

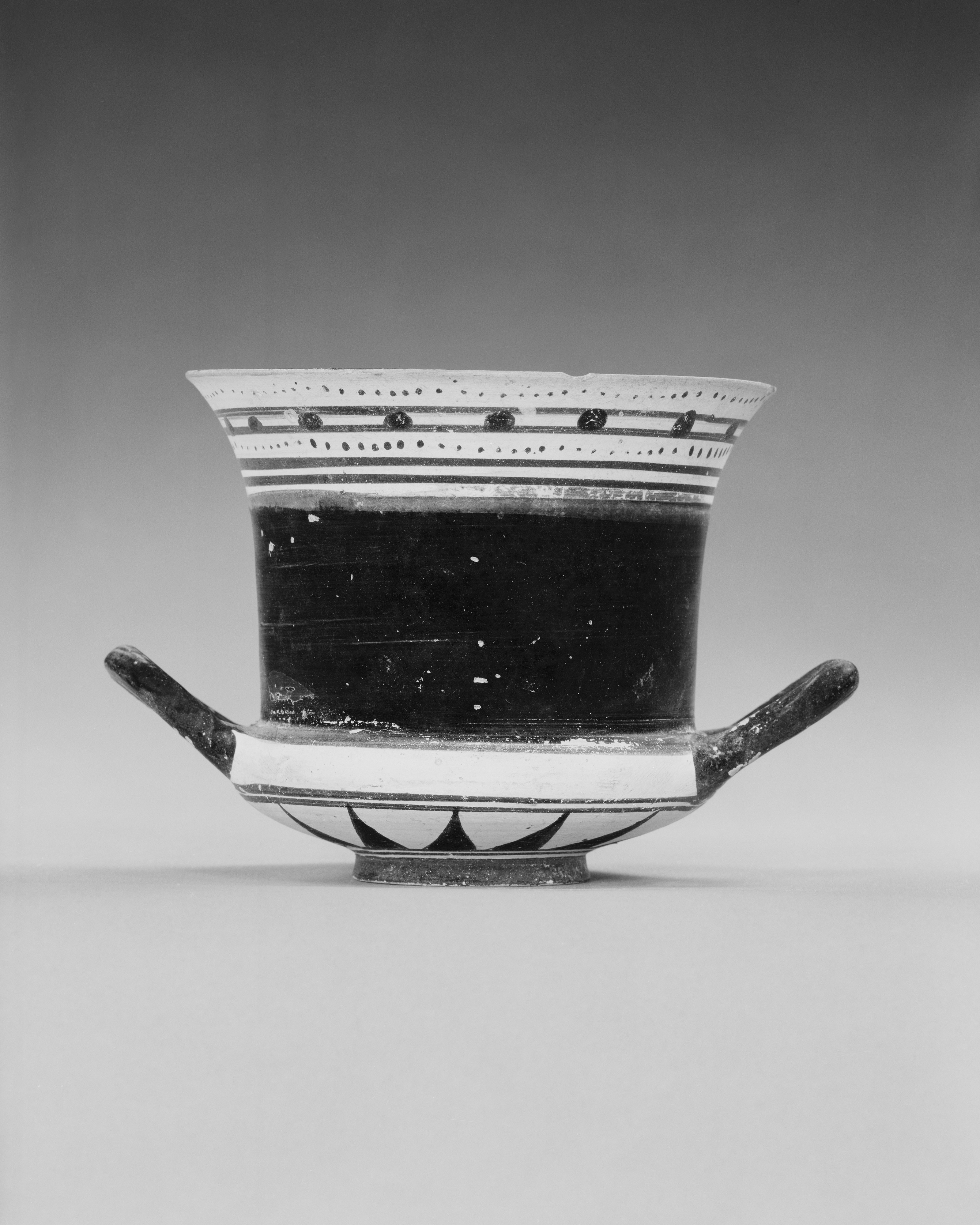
Lakaina, a geometrikus kor óta gyártott nagy, kissé kifelé dőlő szegéllyel rendelkező talpas ivócsésze, a lakóniai fazekasság népszerű áruja, i. e. 6. század, New York, Metropolitan Művészeti Múzeum

### Protogeometrikus
A lakóniai kerámiagyártás valamikor i. e. 950 – 900 között kezdődött protogeometrikus stílusban. Ezt a díszítési módot az i. e. 8. század első negyedéig alkalmazták. A mükénéi előképekkel szinte semmilyen hasonlóságot nem mutató jellegzetes helyi árut gyártottak, de valamennyire hatottak rájuk a nyugati szárazföldi régiókban gyártott protogeometrikus edények és az északnyugatról az i. e. 10. században beszivárgó dórok kerámiakészítése. Nem ismerhető fel közvetlen kapcsolat az argoszi és attikai modellekkel sem, ami arra utal, hogy Lakónia több mint egy évszázadig földrajzilag elszigetelt volt.
A legtöbb edény a Spártától néhány kilométerre lévő Amüklai Apolló-szentélyből, másodsorban magából Spártából, az Akropoliszon lévő Athéna-szentélyből és az Evrotasz folyó bal partján álló orhtiai Artemisz-szentélyből került elő.    
Az előkerült töredékek legnagyobb része a széles szájú nyitott edényekhez tartozott, szküphoszok, csészék, kratérok, tálak maradványai. Leggyakoribb díszítőelemeik a keresztirányú vonalak, a keresztvonalakkal kitöltött háromszögek panelekben és a vízszintes sávokkal való erőteljes tagolás.

### Geometrikus
Egy rövid átmeneti időszak után, nem sokkal i. e. 750 előtt a késői geometrikus kor stílusjegyeit viselő geometrikus díszítési mód terjedt el, ami körülbelül egy évszázadig tartott. A korábbi protogeometrikus díszítésmódtól eltérően az új stílus sokat köszönhetett az argoszi és korinthoszi műhelyeknek. Az i. e. 8. század első felében először az argoszi hatás figyelhető meg rajtuk és csak később a bizonyos fokú korinthoszi hatás. Az edények is szélesebb körben terjedtek el Lakónia területén,  egyes darabok messzebbre is eljutottak, Tarantóból, Spártának az i. e. 8. században alapított dél-itáliai (Magna Graecia) gyarmatvárosából kerültek elő. 
A nagyobb edények két leggyakoribb formája a kratér és a magas pükszisz volt, a kisebb edények közül leginkább szküphoszok, tálak ismertek. A lakaina, az aránytalanul nagy, kissé kifelé dőlő szegéllyel rendelkező talpas ivócsésze, ami később is népszerű áruja volt a lakóniai fazekasságnak ebben az időben terjedt el. A kisebb, vékonyabb falú darabokat gyakran fehér mázzal vonták be. Legfőbb díszítőelemeiket, a rombuszhoz hasonló levélformát, a keresztezett vonalakat és a meandereket Argoszból vették át. A korinthoszi hatás – kettős cikkcakk vonalak, lebegő szigma-jelek, madárfigurák sziluettjei – a későbbi, szubgeometrikus időben válik egyre nyilvánvalóbbá a szküphoszok és lakainák legfontosabb felületein. Már ekkor elkezdtek kísérletezni a figurális ábrázolásokkal, leggyakoribbak a szintén argoszi hatásra elterjedt táncoló alakok és a lovak, a táncosok feltételezhetőleg valamilyen azonosítatlan vallásos szertartáshoz köthetők.

## Orientalizáló

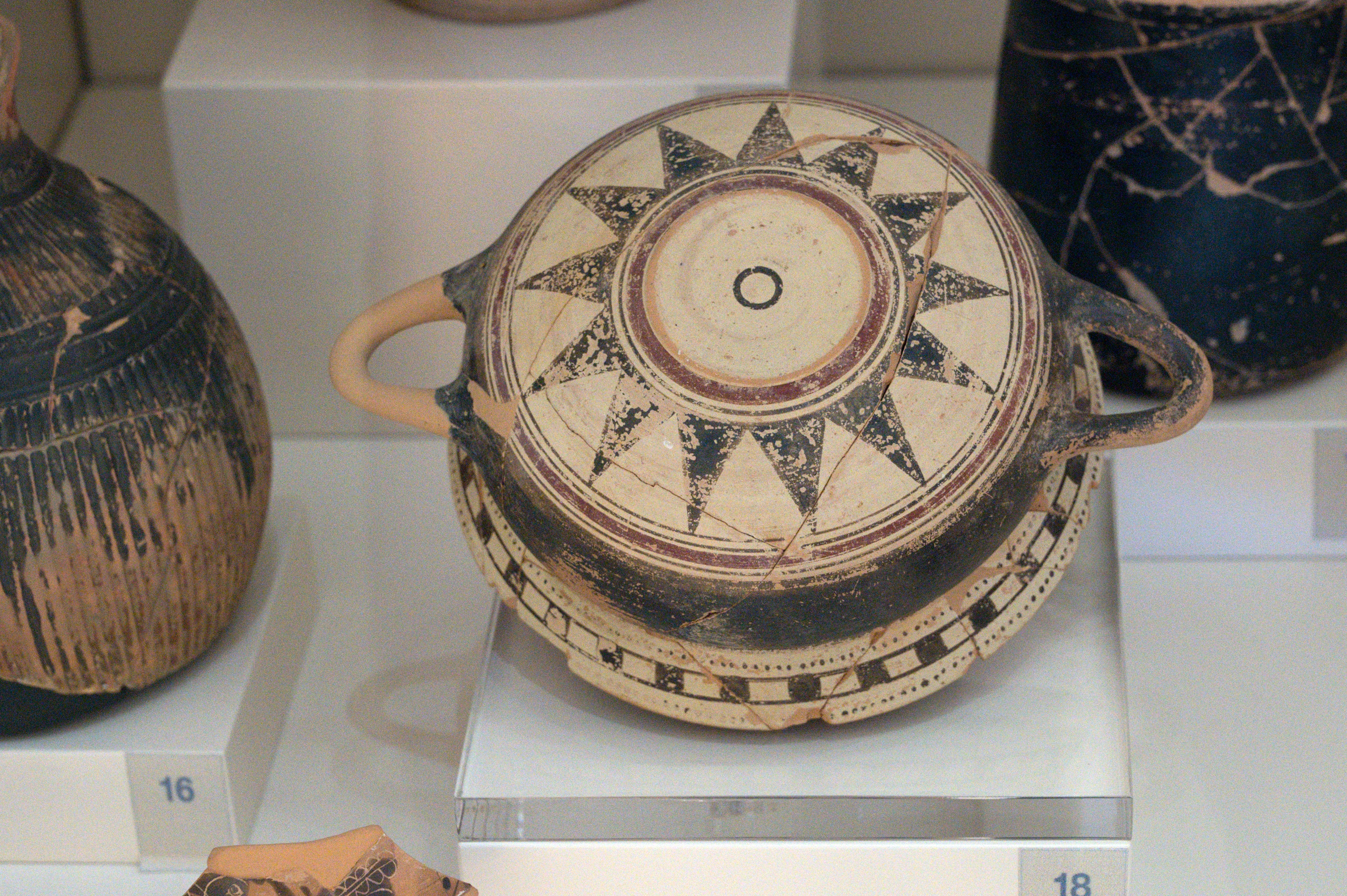
Csésze, i. e. 7. század, Návplio régészeti múzeuma

### Lakóniai I
A késő geometrikus kort i. e. 650 körül egy rövid orientalizáló szakasz váltotta fel, ami körülbelül i. e. 620-ig tartott. Ezt a szakaszt az orthiai Artemisz-szentélyt feltáró, a vázákat a rétegekben való elhelyezkedésük alapján kategorizáló brit régészek javaslatára Lakóniai I-nek nevezik.
Ez a kor a kísérletezés kora, melynek során új, kreatív megoldások születtek. Kétféle minőségű, gondosabban vagy durvábban kidolgozott edényeket készítettek. A szebben kidolgozottak kisméretű, nyitott formájú edények, talp nélküli csészék, kelyhek, lakainák, tálak és tányérok. Ezek az elegáns formájú, rendkívül vékony falú vázák valószínűleg a fémedényeket utánozták. Magas színvonalú festett díszítésük mellett gyakran fehér bevonat jelenik meg rajtuk, díszítőelemeik egyszerűek, nagyrészt még a geometrikus korból valók. Újonnan bevezetett motívum a csészék, szküphoszok és lakainák szegélye körül két pontsor között végigfutó fekete négyzetek sora. amit valószínűleg keleti görög hatásra alkalmaztak. Egyértelműbb keleti befolyásra kezdték el a népszerű madaras tálak utánzását.
Egyre gyakoribbá váltak a protokorinthoszi hatásra megjelenő állatfrízek, de az emberi alakok még nagyon ritkák. A figurákat a sziluett és a körvonalrajz kombinációjával ábrázolták. A kultuszhelyekről előkerült edények kialakítása rendkívül egységes, felmerült a lehetőség, hogy ugyanaz a kézműves készíthette őket, talán egy Lakóniába bevándorolt mester. Ebből a korból (i. e. 625 körül) származnak a szamoszi Héraionból előkerült legkorábbi ismert helyi gyártású volutás-kratér töredékei is.
Gyártottak egyszerű fekete háttérrel minimális vonalas díszítéssel ellátott edényeket is. Ez utóbbi díszítésmód az egész i. e. 6. században divatban maradt.  I. e. 620 kezdtek el a sziluettábrázolásokon kevés bekarcolást alkalmazni.

## Feketealakos

### Lakóniai II
A Lakóniai II-es időszakban (i. e. 620 – 580/70) terjedt el korinthoszi hatásra a feketealakos vázafestészet. I. e. 620 körül megkezdődött a lakóniai edények exportálása, kezdetben Taranto, Szamosz és kisebb mennyiségben Etruria volt a célpont. Ebben a kísérletező szakaszban a sziluett és körvonaltechnikával ábrázolt alakokon még kevésbé alkalmazták a bekarcolásos technikát. Mint a Lakónia I-es fázisban a legszebb edények általában kisebb méretűek, csészék, lakainák, kupák, henger alakú korsók, kis gömbök, tálak és tányérok. Vékony falú, elegáns formájú darabok, díszítésük egyszerű és gyakran absztrakt mintákból áll. A növényi motívumok ekkor még nem játszanak fontos szerepet. A pontsorok közötti négyzetek ekkor is gyakori díszítőelemei a csészék peremének. Időnként már megjelenik néhány emberalak, és korinthoszi hatásra állatfigurák.
Különösen népszerű edényforma volt a csésze kétféle típusa. Az egyik alacsony, kerek talpú kisebb méretű edény, a másik tölcsértalpú kis peremű nagyobb méretű csésze. Ezek az i. e. 7. század végén megjelenő formák az i. e. 6. század első negyedéig divatban voltak, a második típus talán i. e. 570-ig. A tölcsértalpú Lakóniai II-es csészék nagyon hasonlítanak az egykorú ión példányokhoz, és még az azokon látható keskeny sáv, esetleg madarak sziluett ábrázolása is megjelenhet rajtuk. A tölcsértalpú csészéket nagy területre exportálták, főleg keletre (Szamosz, Milétosz) Dél-Itáliába (Taranto), Szicíliába és Etruriába. Ezek a területek a feketealakos vázafestészet érett korszakában is a lakóniai edények jelentős felvevőpiacai maradtak. 
A másik jellegzetes Lakóniai II-es edénytípus a keleti hatásokat mutató gyümölcsös tál, egy lapos magas szegélyű edénytípus. Nem exportra készültek, legnagyobb részüket áldozati ajándékként spártai szentélyekben helyezték el.

### Érett feketealakos díszítésmód

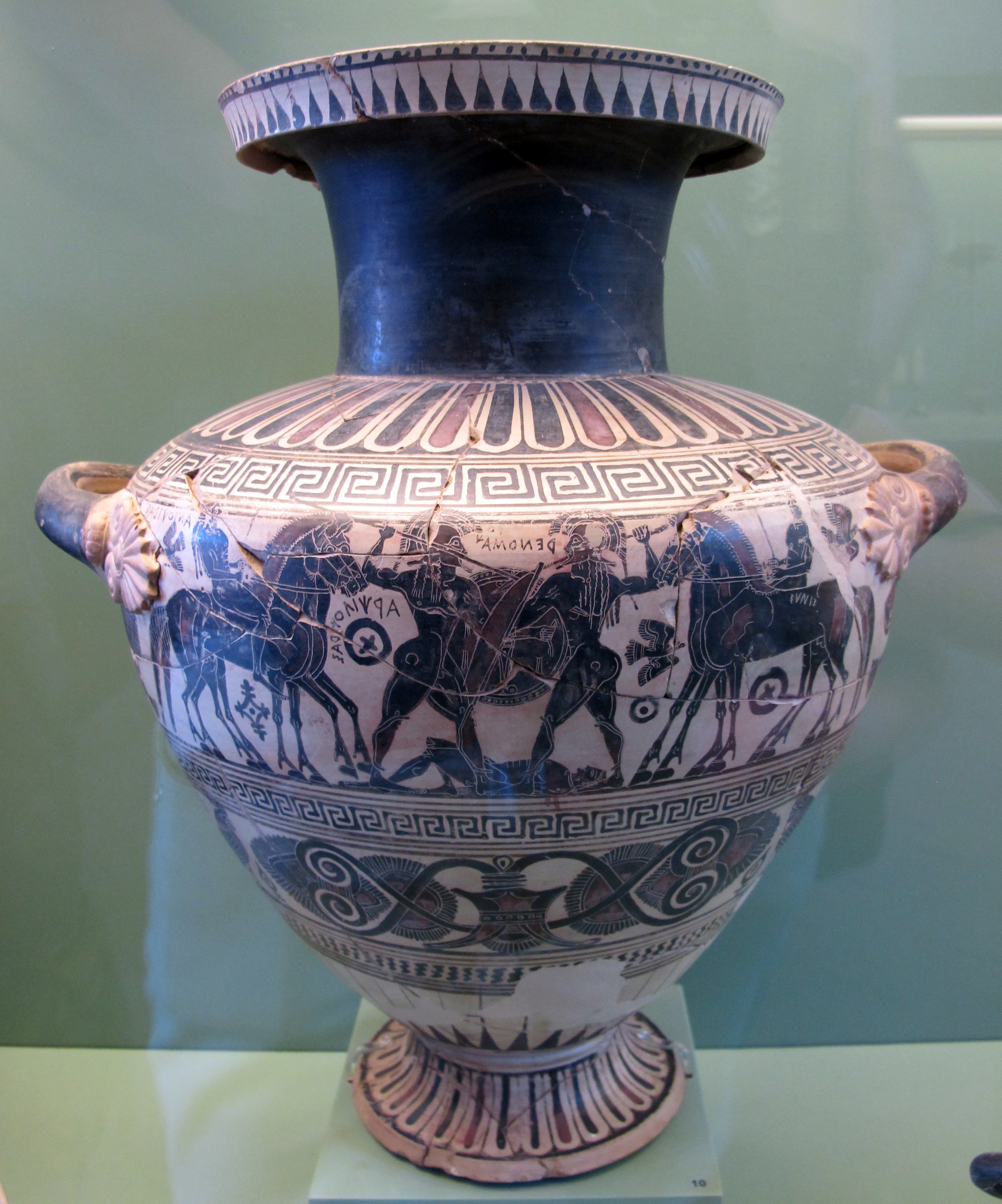
Hüdria a figurákat azonosító feliratokkal, i. e. 6. század közepe, Rodosz régészeti múzeuma

I. e. 580 körül kezdtek bekarcolást is alkalmazó feketealakos technikával dolgozni és ez a festési mód egészen a század végéig használatban maradt. A  korábbi felosztás szerint a kor a Lakóniai III-IV időszaknak számít, de a fazekasárut ma már az edényformák fejlődése és az egyes festők stílusa alapján csoportosítják. Ez a lakóniai vázafestészet fénykora, az edényeket (még ha nem is nagy mennyiségben) az egész mediterrán térségbe exportálták és több helyen utánozták is. A technika elterjedése után is Szamosz maradt az egyik felvevő központ, ezen kívül népszerű piaccá vált Egyiptomban Naukratisz, Líbiában Küréné és Tokra. Jelentős mennyiségű lakóniai árut találtak ezen kívül Milétoszban, és Didümában is. Úgy tűnik az edényeket jelentős részét eleve exportra szánták és a célterületeken különféle funkciókat töltöttek be. Az etruszk területekre és Tarantóba szállított edények általában sírokból kerültek elő, míg a máshol nagyrészt szentélyekből.  A különböző helyeken feltárt edények száma ingadozik, feltehetőleg nem ugyanaz a kereskedelmi hálózat látta el őket áruval.
A lakóniai mesterek sokat köszönhettek Korinthosznak (technika, ikonográfia), a keleti területeknek és a század közepétől Attikának is, de emellett sikerült egy nagyon egyéni festésmódot kifejleszteniük. Ez egyszerű, de életteli figurális díszítésből, gazdag másodlagos díszítőelemekből, valamint a hozzáadott lilás színből és a háttérként használt fehér bevonatból eredő polikróm hatásból állt. 
Ebből a korból eddig 716 figurális díszítésű váza ismert, ami nem számít nagy mennyiségnek. Valószínűleg két generáció alatt készültek és csak néhány műhelyben, egyes kutatások szerint csak két (később egyesített) műhely termékei. Az egységes rajzok és vázaformák arra utalnak, hogy egy családi vállalkozásban gyártották őket, ahol öt kiemelkedő és tizenhárom kisebb jelentőségű mester dolgozott, bár ez a felosztás még vita tárgya. Úgy tűnik a fazekas és a vázafestő legtöbbször ugyanaz a személy volt, de ez sem bizonyított. Feltételezhető, hogy a műhelyeket szabad, nem spártai lakosok működtették, de szisztematikus feltárások hiányában még nem tudták a gyártás pontos helyét azonosítani. Az egyik lehetséges helyszín az Evrotasz folyó közelében található a másik Spártától nem messze fekszik ahol már feltárták egy fazekasműhely maradványait. Az is felmerült, hogy bevándorló kézművesek dolgoztak Lakóniában és miután távoztak lehanyatlott a feketealakos kerámiák készítése.
A vázák datálása a rétegzett lelőhelyek hiánya miatt nehézkes (kivéve az orthiai Artemisz-szentély). A rodoszi és tarantói sírokból valamint a líbiai Tokrából velük együtt előkerült, jobban datált korinthoszi vázák adhatnak hozzá némi támpontot. 
Figyelemre méltó, hogy a festőkhöz/műhelyekhez eddig hozzárendelt edényeknek csak a 7,7 %-a került elő konkrétan Lakóniából, főlek lakainák, oinokhoék és csak nagyon kevés csésze.  A két nagy spártai szentélyben (Orthiában és az akropoliszon lévő Athéna-szentélyben) talált darabok vagy díszítetlenek vagy csak virágmotívum látható rajtuk aminek többek között vallási konzervativizmus is lehet a magyarázata. Feltűnő, hogy a műhelyek legszebb termékei, a magas talpú csészék sosem voltak népszerűek Lakóniában. 

#### Edényformák

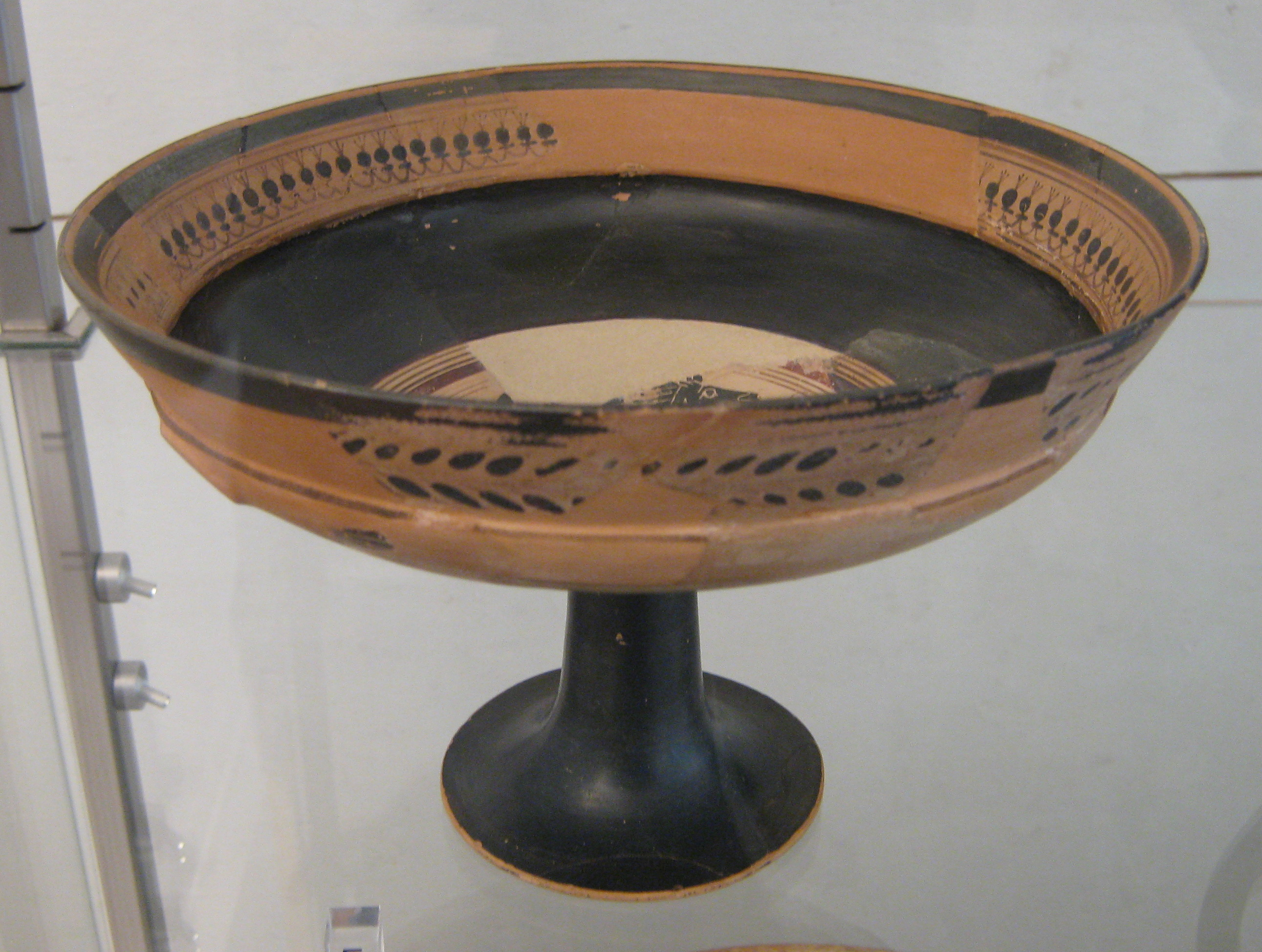
Magas talpú csésze, Naukratisz-festő, i. e. 6. század közepe

A feketealakos vázák közül eddig körülbelül hatszázat sikerült egy-egy festőhöz kötni, ezek 85 %-a  vékony falú, magas talpú és szegélyű, elegáns formájú csésze. Egy másik lakóniai csészetípus az úgynevezett Droop-csésze, egy nehezebb, kifelé dőlő vastag szegéllyel rendelkező, közepesen magas talpú edény. Fogójuk körül általában virágmotívum jelenik meg, alsó részét sávok, félholdak, sugarak, ritkább esetben állatfrízek díszítik. Csak néhány csészének festett a belseje, sokszor az egész edényt csak egy fekete mázzal vonták be, esetleg egyszerű virágmotívumokkal díszítették különösen a Lakóniában előkerült darabokon, ahol a magas talpú csésze sosem volt népszerű.  Fontos csészetípus volt a geometrikus kor óta készített lakaina, a legelterjedtebb ivóedény az i. e. 7-6 század legnagyobb részében. 
A gyakori kantharoszok és arüballoszok legnagyobb részét egyszerű fekete máz borítja, csak néhány feketealakos díszítésű példány került eddig elő. Ismert néhány gyümölcsös tál, patera, kehely és kétfülű korsó is. A nagyobb méretű edények között megtalálható néhány volutás-kratér, amfora, hüdria, oinokhoé, valamint dinoszok töredékei, de a lakóniai feketealakos vázafestészet elsősorban a magas talpú csészék díszítésére szakosodott. Ez a különleges alakú edény, ami a korban újdonságnak számított lehetővé tett ennek a kicsi, provinciális központnak, hogy felfigyeljenek rá a külföldi vevők és két generáción keresztül sikeresen ellenálljon a rivális korinthoszi és argoszi központok nyomásának.
A csészék formájuk mellett díszítésmódjukban is különböztek az egykorú daraboktól. A korinthoszi és attikai darabokon a fő motívumok a csésze külsején a fogó közelében találhatók, a lakóniai edényeken viszont a belső részen úgy, hogy legtöbbször betöltik az edény alján lévő teljes teret. Ezt a tondót legtöbbször egy vonallal két részre osztották, a kisebb részen általában madarak, halak, virágok láthatók. A nagyobb felületre kevés alakot festettek, mivel a mérete és alakja nem kedvezett az elbeszélő jellegű ábrázolásnak.

#### Jelentős mesterek

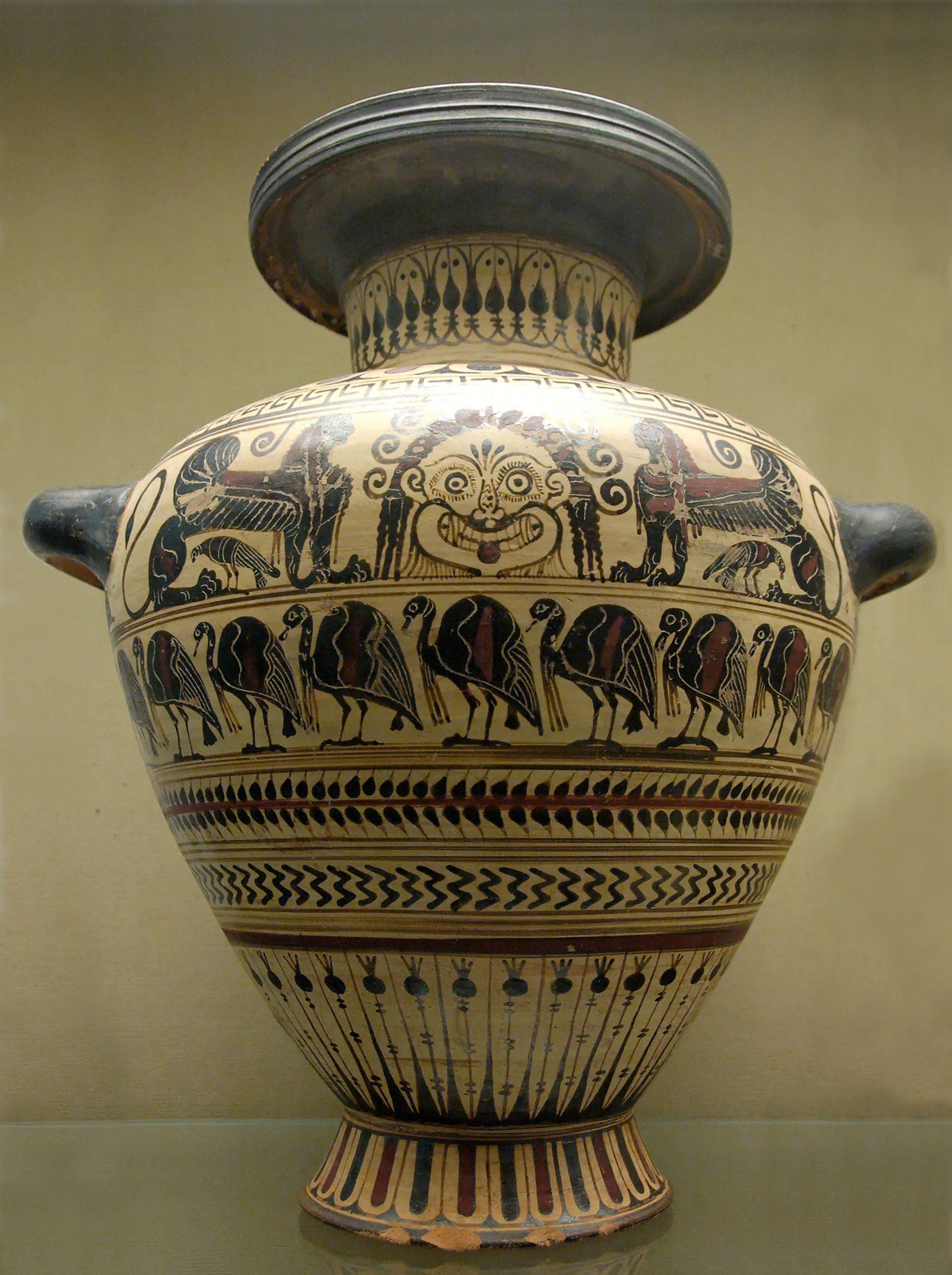
Hüdria, Vadászat-festő, i. e. 6. század közepe, London, British Museum

A lakóniai vázafestészet öt legkiemelkedőbb alakja az Arkeszilasz-festő, a Boreaszok-festő, a Lovas-festő, a Naukratisz-festő és a Vadászat-festő volt. Az első generáció munkáin korinthoszi és keleti görög hatások érvényesültek de i. e. 530 után már erőteljes attikai hatás dominált.
A Naukratisz-festő és a Boreaszok-festő volt a két legelső alkotó akik kifejlesztették a magas taplú csészeformát és már teljesen feketealakos stílusban dolgoztak. Mindketten i. e. 575 körül kezdhették karrierjüket. A Naukratisz-festő tekinthető a lakóniai vázafestészet legjelentősebb mesterének. Számos edényformával és díszítésmóddal kísérletezett és ő alkalmazta először a helyi vázafestészetre jellemző ikonográfia jelentős részét. A másik korai alkotó a csak csészéket díszítő Boreaszok-festőhöz köthető a lakóniai csészék védjegyévé vált hármas fríz díszítést az edények alján.
A század közepén aktív Arkeszilasz-festő tehetséges és egyéni látásmódú művész volt, elképzelhető, hogy a Boreaszok-festőt váltotta műhelye élén. Kortársával, a sokkal hosszabb karriert befutó, nem kiemelkedően tehetséges de változatos témákat, csoportos jeleneteket meglehetősen egyéni módon ábrázoló Lovas-festővel a Naukratisz-festő követői voltak. A Vadászat-festő i. e. 550 körül kezdhette karrierjét az Arkeszilasz-festő műhelyében, és kezdetben az ő ábrázolásmódját utánozta. Hatott rá a Naukratisz-festő a munkássága is, de később egy kevésbé díszes stílusra váltott. I. e. 540 után az attikai hatás erősödésével műhelyének termékei egyre jobban az athéni edényekhez kezdtek hasonlítani.

### Hanyatlás
Az i. e. 6. század utolsó negyede a hanyatlás időszaka. A legtöbb edény helyi piacra készült és nagy mennyiségben került elő az amüklai Kasszandra és Agamemnón szentélyből. Díszítésük színvonala erőteljesen leromlott, de így is figyelemre méltó, mivel fontos információkat hordoz a helyi vallási szokásokról és hiedelmekről. Lakónián kívül már csak néhány helyen találtak ekkor készült edényeket, Kürénéből, Tarantóból (velük Spárta szoros kapcsolatban állt) és Olümpiából (ami nincs messze). Egyes elméletek szerint ezeken a helyeken lakóniai fazekasok/festők telepedtek le, akik miután otthoni műhelyük tönkrement máshol kerestek megélhetést. Az i. e. 6. század végére az export gyakorlatilag megszűnt, egyedül Olümpiába szállítottak valamivel i. e. 520 utánig nagyobb mennyiségű feketealakos edényt a kultuszhelyhez kapcsolódó díszítéssel.
A rendelkezésre álló adatok szerint a hanyatlás oka nem a spártai társadalmi változásokkal függ össze. Az edényeket a kezdetektől fogva kisebb vállalkozások készítették, melyek nagymértékben függtek néhány tehetséges és vállalkozó szellemű fazekasmestertől, valamint az etruszk és szamoszi piacoktól. Az attikai kerámia felemelkedése és a vörösalakos festésmód i. e. 530 körüli elterjedése olyan tényező volt, amivel a lakóniai mesterek nem tudtak versenyezni és ez (főleg az etruszk) piacaik elvesztésével járt. Feltehetőleg a keleti régióval is megszűnt a kereskedelmi kapcsolat miután i. e. 525 körül Spárta megpróbálta eltávolítani Szamosz türannoszát Polükratészt de az akció kudarccal végződött. A piacok elveszítése után a műhelyek elszegényedtek és a   és később beszüntették az ekkorra már idejétmúlt feketealakos kerámia gyártását.

## Vörösalakos
A feketealakos vázákat folyamatosan romló színvonalon egészen az i. e. 5. század elejéig gyártották, amint ez a Spárta közelében lévő Kasszandra és Agamemnón szentélyben feltárt áldozati csészéken látszik. Körülbelül i. e. 415-től egészen az i. e. 4. század elejéig a vázafestészet újból felvirágzott, de ekkor már az egykorú athéni termékekhez nagyon hasonlító  vörösalakos edényeket készítettek.  
Leggyakrabban kratér nagyságú korsókat, kehely- és has-kratéreket, szegély nélküli csészéket és tányérokat, a lekané különböző változatait díszítettek, bár pelikék és hüdriák is ismertek. Spártai szentélyekből, Olümpiából, a Thébaihoz közeli Kabirionból, Korinthoszból is előkerültek, de a legtöbbet Lakóniában vagy közvetlen szomszédságában találták meg. Lakónia határvidékén magánházak falmélyedéseiben elhelyezett nagyrészt mitológiai témákkal díszített edényeket találtak, ami arra utalhat, hogy különleges használatra szánták őket. Számos vörösalakos váza került elő az athéni Kerameikosz temetőjéből ahol mellékletként helyezték az i. e. 403-ban vívott csatában elesett spártai harcosok sírjába. A rajtuk ábrázolt jelenetek közé tartoznak a hoplita küzdelmek, a katonai kiképzés és a rituális táncok.

## Fekete kerámia

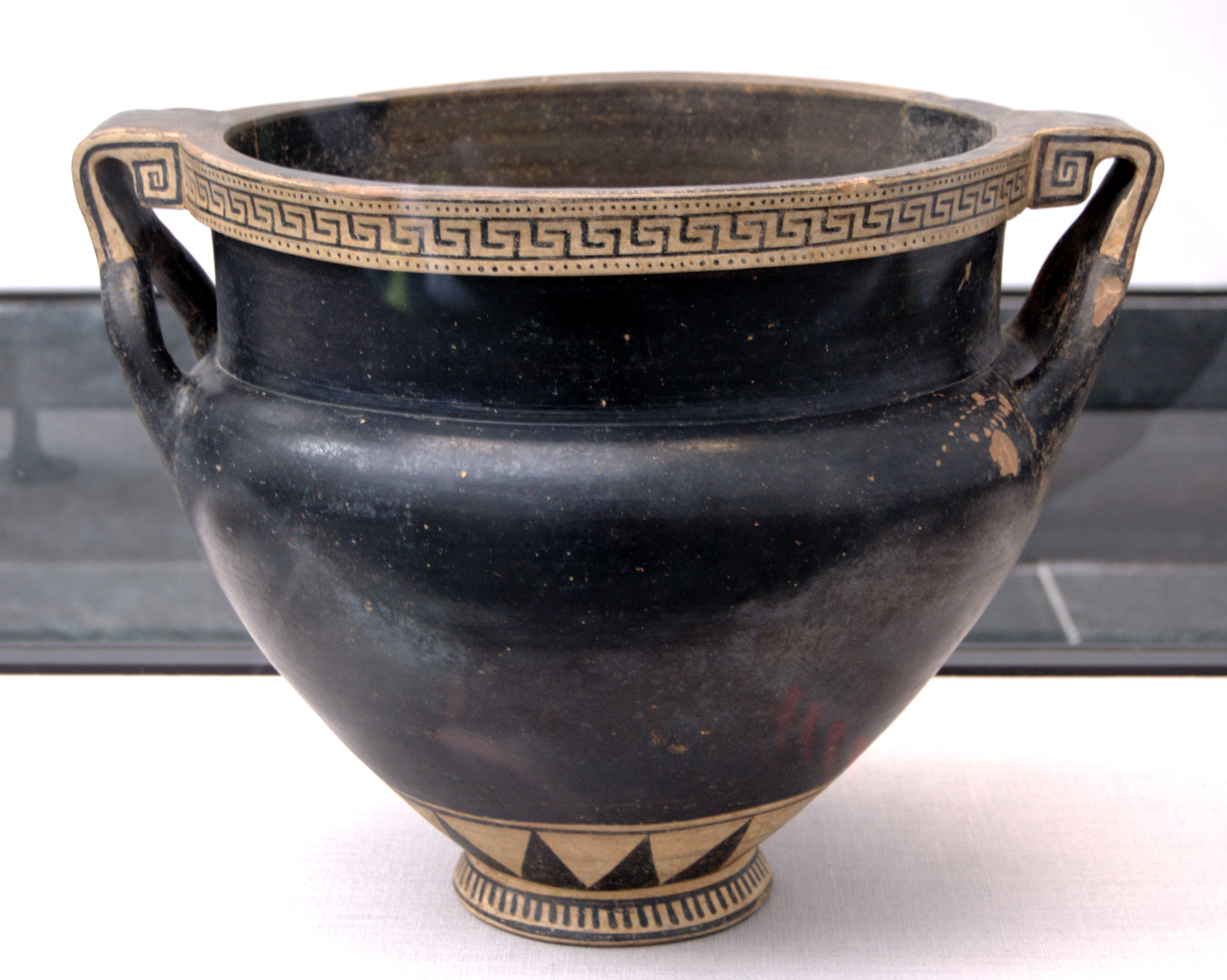
Kratér, i. e. 6. század első fele, München, Staatliche Antikensammlungen

Az i. e. 6. században a lakóniai fazekasok egyszerű fekete mázzal borított, a fémedényeket utánzó fazekasárut is gyártottak, amelyet időnként másodlagos díszítőelemekkel láttak el. A figurális díszítésű tárgyak túlnyomó többsége csésze, ezzel ellentétben a fekete mázas edények nagy formai változatosságot mutatnak. Ismertek kratérek, sztamnoszok, hüdriák, amforák, oinokhoék, míg a kisebb edények közül csészék, korsók, kantharoszok, lakainák és  arüballoszok kerültek elő. A két legnépszerűbb forma a kratér és az arüballosz volt. Mindkettőt nagy tömegben gyártották és a mediterrán térség nagy területére exportálták. A legtöbb kratér az i. e. 6. század első felében készült, és jelentős részük Etruriába került. A század közepétől ritkábbá váltak Etruriában, a keleti területekről eltűntek és főleg Sziciliából ismertek. Az i. e. 6. század vége felé újból divatossá váltak, ekkor az export főleg a dél-itáliai Apuliába és Sziciliába irányult ahol helyi utánzatokat is találtak.  A kratérek gyártását körülbelül az i. e. 5. század közepén szüntették be.   
A másik nagy tömegben  exportált edénytípusnak az arüballosznak leginkább a gömb alakú formája volt népszerű az i. e. 6. század első felében. Legtöbbször a kiöntőnyílásánál és a legszélesebb részén egy fehér vonalak közötti bíbor színű sávval díszítették. Ugyanekkor volt népszerű a lakaina is pereménél négyszögekből és pontokból, az edény testén pedig sugarakból álló díszítéssel. 
Az i. e. 6. század közepétől a fekete mázas edények aránya egyre nagyobb lett a feketealakos edényekéhez képest. A század utolsó negyedében, amikor a figurális díszítésű edényeket leginkább már csak helyben használták a mázas edényeket (amelyeknek nem volt igazi konkurenciája) még mindig nagy számban készítették.

## Kereskedelem

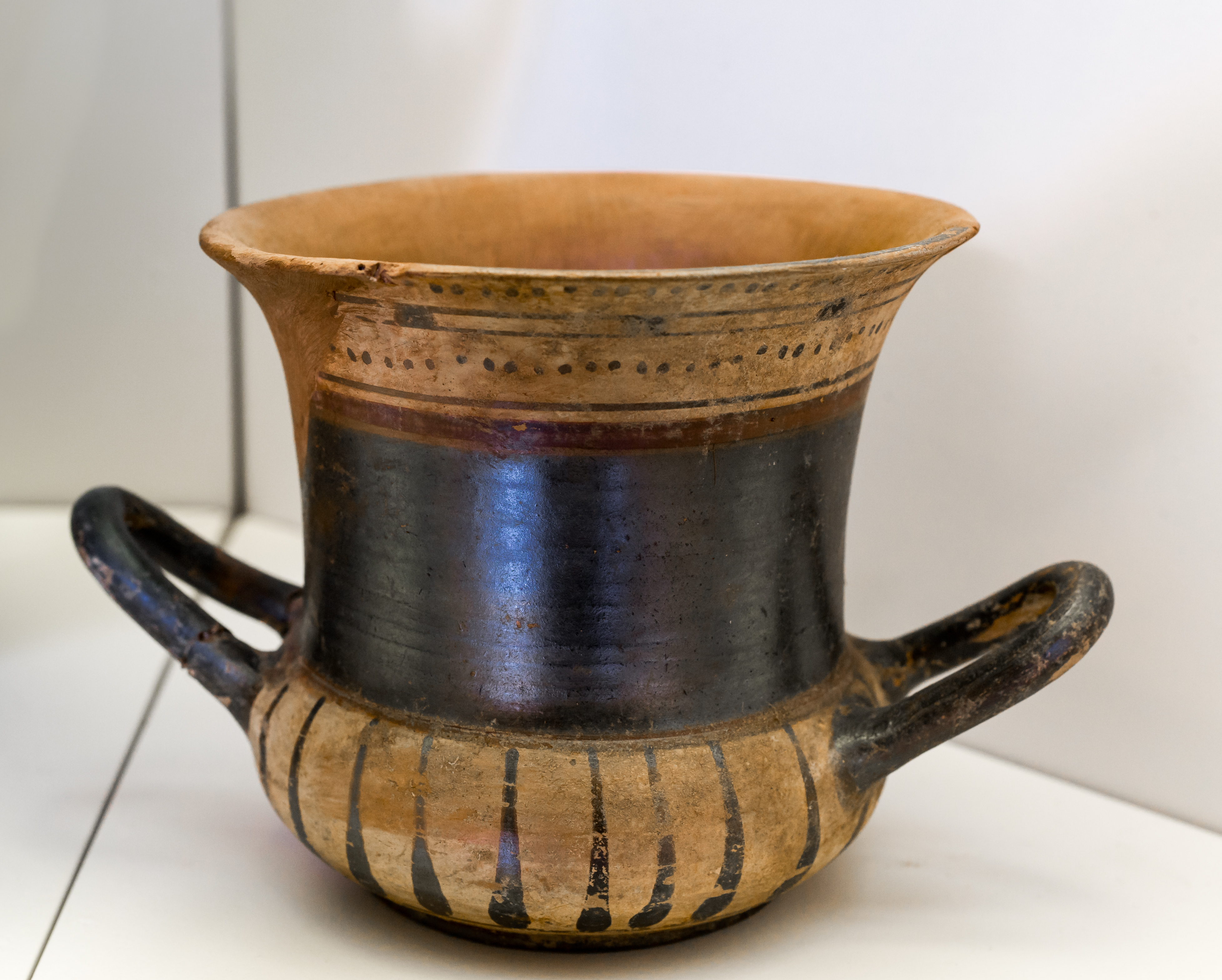
Fekete mázzal borított lakaina, i. e. 6. század első negyede

A szamoszi Heraionban talált feketealakos vázák minősége és mennyisége, valamint az Artemisz szentélykörzetnek készített egyedi edények valószínűsítik, hogy nem véletlenszerűen vásárolták a kereskedőktől hanem rendszeres kereskedelmi tevékenység folyt Spárta illetve Szamosz és Iónia déli területei között. Az is nagyon valószínű, hogy a vázák egy részét Szamoszon készítették utazó kézművesek. Az már bizonyított, hogy a szobrászok is időnként nagy távolságokat tettek meg, hogy kielégítsék távoli megrendelőik igényeit. Hasonló lehetett a vázafestők/fazekasok helyzete is, akiknek jövedelmező volt a nagy kultuszhelyek közelében dolgozni, különösen nagyobb ünnepek idejében, amikor termékeire extra kereslet mutatkozhatott. Az eddigi adatok alapján a szamoszi Heraion szentélyhez a Naukratisz- és a Boreaszok-festő termékei köthetők, míg az Artemisz-szentélynek a Vadászat-festő köréhez tartozó miniatürista stílusban dolgozó festők dolgoztak.
A másik jelentős piac Etruria volt, ahol minden jelentős mesternek kerültek elő magas színvonalú alkotásai. A kamrasírokban, ahova halotti mellékletként helyezték el őket szinte teljesen épségben maradtak meg, és jelenleg ezek a legjobban ismert lakóniai edények. Jelentős mennyiségű váza került elő a graviscai kereskedelmi lerakatból is. Néhány edény a Veii-ben feltárt Portonaccio-i szentélyből került elő és a térség más szentélyeiben is tártak fel belőlük. Ezek a területek az i. e. 6. században etruszk befolyás alatt álltak.

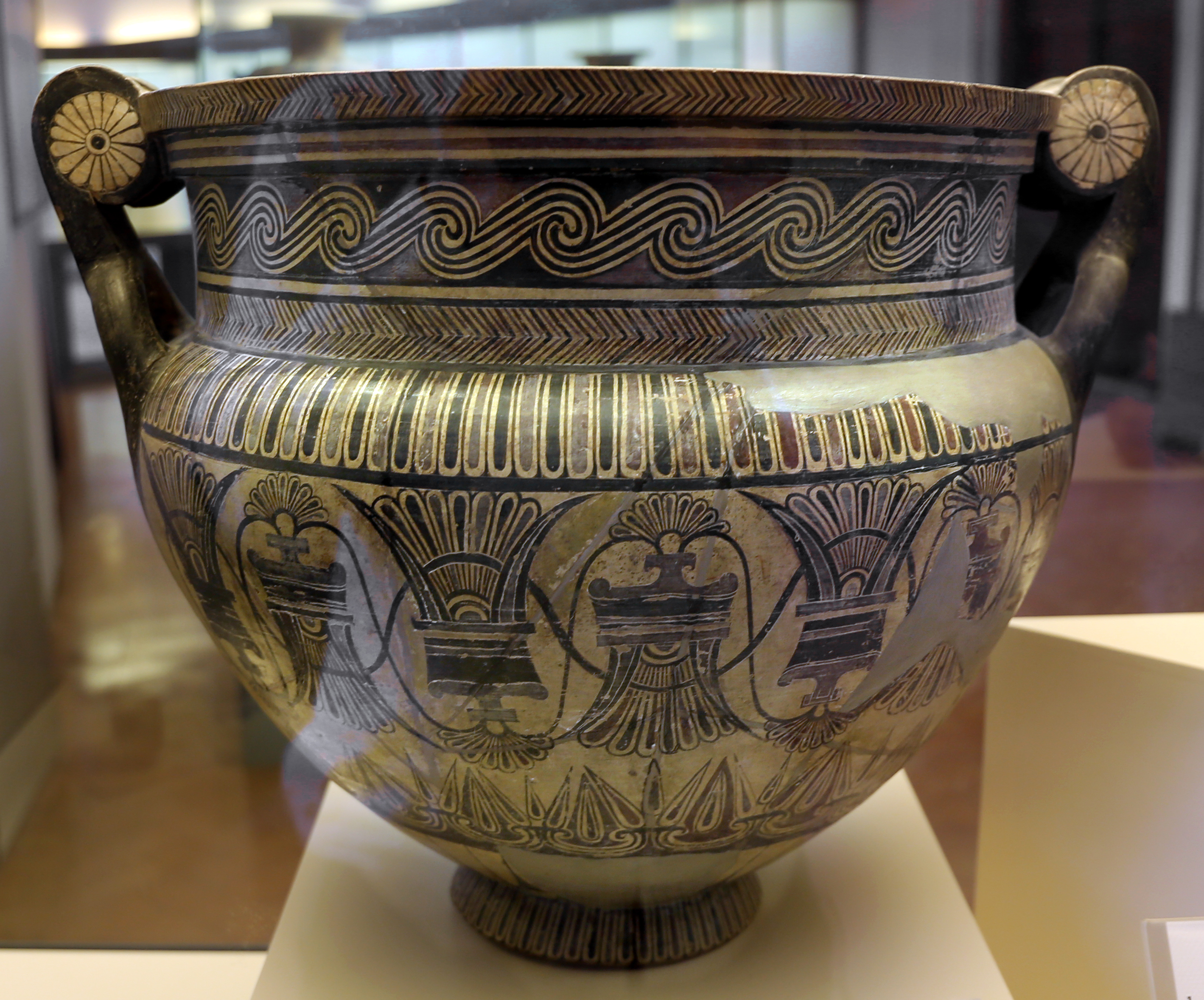
Kratér, Naukratisz-festő, i. e. 6. század, Róma, Villa Giulia

A többi lelőhely valamilyen módon kötődött Spártához. Olümpiában, ahol kevés és nem túl jelentős attikai és korinthoszi edényt találtak, magas színvonalú lakóniai edények kerültek elő. Gyakorlatilag a legtöbb a görög szárazföldön feltárt lakóniai edény Olümpiában került elő, ahol erős volt a spártai befolyás. A vázák egy részén látható feliratokból kiderül, hogy ezeket a edényeket fogadalmi célokra használták. 
A líbiai görög kolóniákon két Demeter-szentélyben (Küréné és Tokra) különböző műhelyekből származó, nem egy időben készült edényeket tártak fel, valószínűleg mindkét szentélyt máshonnan látták el áruval. Egyiptomban Naukratisz kereskedővárosa is importált valamennyi lakóniai edényt, az egyik elmélet szerint Egyiptom és Küréné között közvetlen kereskedelmi kapcsolat volt és a kereskedők Kürénéből érkeztek Naukratiszba. Az itt talált edények túlnyomó többsége a Naukratisz- és a Boreaszok-festő munkája.
Itáliában a tarantói temetőben találták meg a legtöbb lakóniai edény, köztük korai darabokat is. A néhány kilométerre délre lévő Saturo szentélyében is jelentős mennyiségű de legtöbbször nagyon töredékes anyagot tártak fel. Valószínűleg ez volt a tarantói-öböl legkorábban alapított lakóniai települése. Szicíliába, ami az egyszerű fekete mázas edények legnagyobb piaca volt, néhány feketealakos edényt is importáltak. Ezeket főleg Gelában, Megara Hüblaiában, Szelinoszban, Siracusában és a cataniai Démétér-szentélyben találták meg. Ez utóbbi helyszínen főleg fogadalmi letétként elhelyezett magas szegélyű csészék kerültek elő.

## Ikonográfia

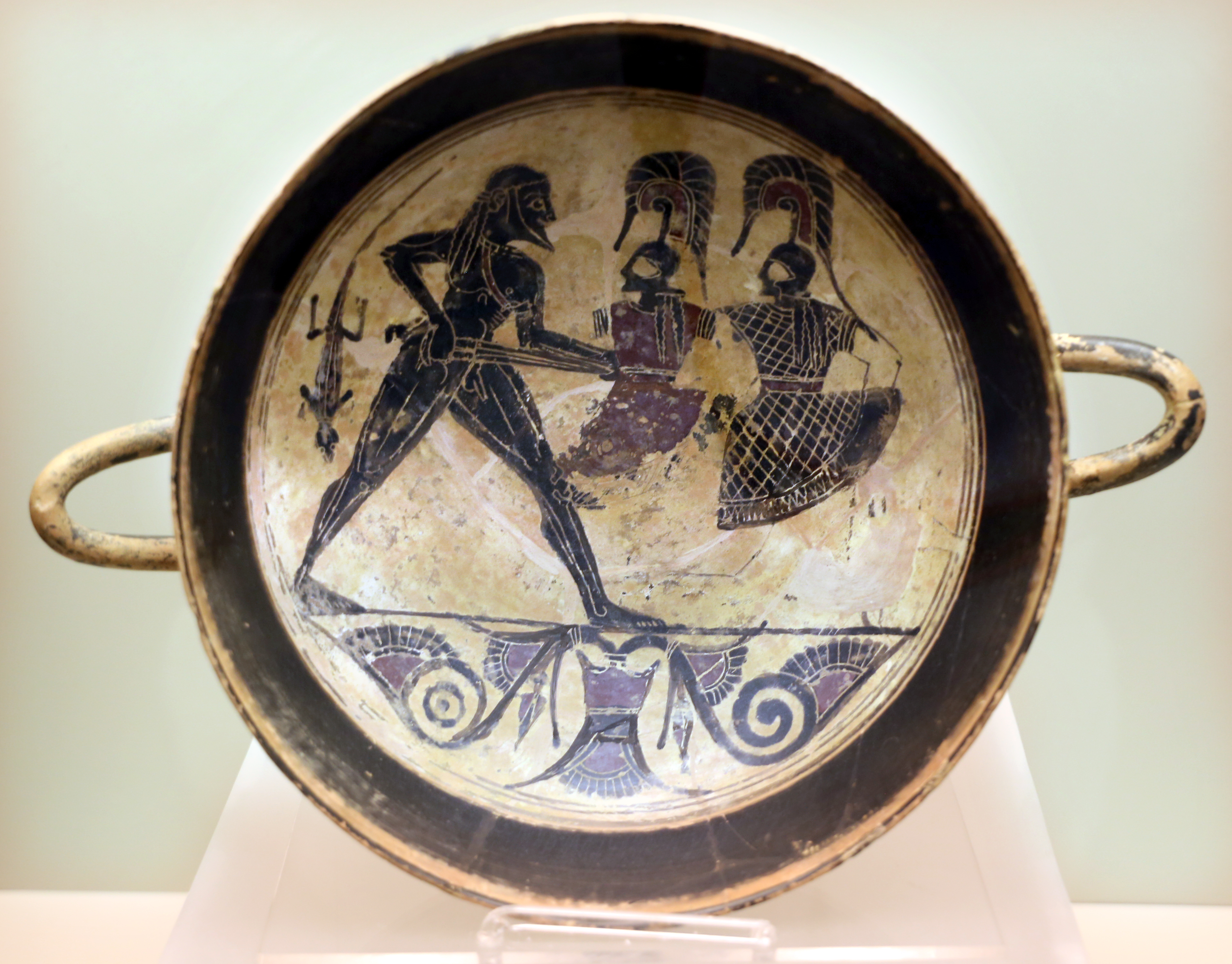
Héraklész és az amazonok, Arkeszilasz-festő, i. e. 6. század, Róma, Villa Giulia

A körülbelül i. e. 525-ig Szamoszra exportált edények közül néhányat rituális környezetben Artemisz szentélyében tártak fel. Egyes kutatók szerint sok olyan kultuszhoz köthető jelenetet (köztük szárnyas segítőkkel megjelenő nőalak)  a Naukratisz-festő kezdett el festeni, hogy kielégítse a szamoszi Héraion hiveinek megrendeléseit. Később ezek a jelenetek a lakóniai vázafestészet szerves részeivé váltak és szamoszi eredetűnek tekinthetők. Más jelenetek viszont helyi eseményeket illusztrálnak, a korán megjelenő kómosz ábrázolások például a spárta közeli orthiai Artemisz szentélyben zajló rituálékkal állhatnak kapcsolatban. Közvetlenebb összefüggés fedezhető fel a trónon ülő istenség és a nagyméretű fogadalmi domborművek között.
A mitológiai jeleneteket és az egyedülálló alakokat archaikus stílusban ábrázolták korinthoszi prototípusokat követve. A csészék belsejében lévő kör, a lakóniai figurális díszítés legfontosabb hordozója leginkább egyéni alakok ábrázolására alkalmas (például Zeusz és egy sas). A mitológiai alakok közül Héraklész a legnépszerűbb, harca a Hüdrával és a krétai bikával többször is megjelenik. Gyakran ábrázolt témák a hárpiákat üldöző boreaszok, a Trólioszt csapdába ejtő Akhilleusz, vaddisznóvadászat, ami a kalidóniai vaddisznóvadászatként azonosítható és Szilénosz elfogása. Ez utóbbi a keleti görög kapcsolatok miatt kerülhetett be a lakóniai ikonográfiába. Népszerű ábrázolás volt egy vízimadarakkal és szárnyas figurákkal körülvett fiatal lovas is. 
A kifejezetten lakóniai érdeklődésre számot tartó témák, istenek és hősök akik fontosak voltak nekik (Apollón, a Dioszkuroszok, Menelaosz és Helené) nem jelennek meg a lakóniai feketealakos edényeken és hiányoznak a spártai társadalom jellegzetességeire utaló ábrázolások is. 
A képek másik része a mindennapi élethez kapcsolódik, ezek közül egyesek különböző kultuszokhoz köthetők, például a zenészekkel vagy nélkülük megjelenített rituális lakomák. Esetenként az ábrázolt témák ellentétben állnak a hagyományosnak tartott „spártai” életformával, például a lakomák ábrázolása. Egy elmélet szerint ezek korinthoszi minták átvétele és nem a spártai mindennapokhoz kötődnek, vagy ismeretlen vallási szertartásokhoz kapcsolódnak esetleg a korábbi, kevésbé szigorú spártai életformát jelenítik meg. A kómaszt jelenetek könnyebben megmagyarázhatók, mivel bizonyítékok vannak arra, hogy egyes ünnepeken orgiasztikus táncokat adtak elő. A lakóniai fazekasok és festők tudták, hogy termékeiket hova fogják szállítani és tisztában voltak megrendelőik igényeivel. Egyes darabok konkrét megrendelésre készülhettek, így díszítésüket vásárlóik szemszögéből kell értelmezni és nem a gyártási helyükön uralkodó életstílus alapján.
A tondo korlátozott mérete miatt a festők gyakran leegyszerűsítették vagy több részre osztották a sokszereplős jeleneteket. Időnként a képek témája nehezen azonosítható és csak kevés képen jelennek meg feliratok. A késői, már leromlott feketealakos és a vörösalakos díszítésű edények ikonográfiája különbözik a korábbiaktól. A vörösalakos edényeken legtöbbször helyi történeteket jelenítettek meg (például Helené születése), vagy vadászó, harcoló illetve táncoló fiatal spártaiakat jelenítettek meg.